# Kalandra zpěvná
Kalandra zpěvná (Melanocorypha calandra) je středně velký druh pěvce z čeledi skřivanovitých. 

## Popis
Je to poměrně velký skřivan, na délku měří 17–20 cm, rozpětí křídel má 35–40 cm. Svrchu je šedavohnědá, tmavě čárkovaná, s bílým nadočním proužkem a okolím oka. Po stranách hrudi má typickou černou skvrnu různé velikosti. V letu je patrná černá spodina křídla s výrazným bílým zadním okrajem, bílé jsou také strany ocasu. Mohutný zobák je žlutavě hnědý, nohy hnědavorůžové.

## Rozšíření a výskyt
Žije ve stepích nebo v otevřené zemědělské krajině. Na většině areálu svého výskytu je stálá, ale některé východní populace jsou tažné a v zimě přelétají až na Arabský poloostrov nebo do Egypta. V zimě často vytváří velká hejna. Na území České republiky se vzácně objevují jednotliví zatoulaní ptáci (poslední výskyt z roku 1929).

## Potrava
Potravu hledá na zemi. V létě se živí převážně hmyzem, v zimě semeny a výhonky trávy.

## Rozmnožování
Jedná se o monogamní druh. Období hnízdění probíhá od začátku dubna do července. Hnízdo je prohlubeň v zemi vystlaná trávou a lístky, často je ukryté ve vegetaci. Snáší 3–7 vajec.

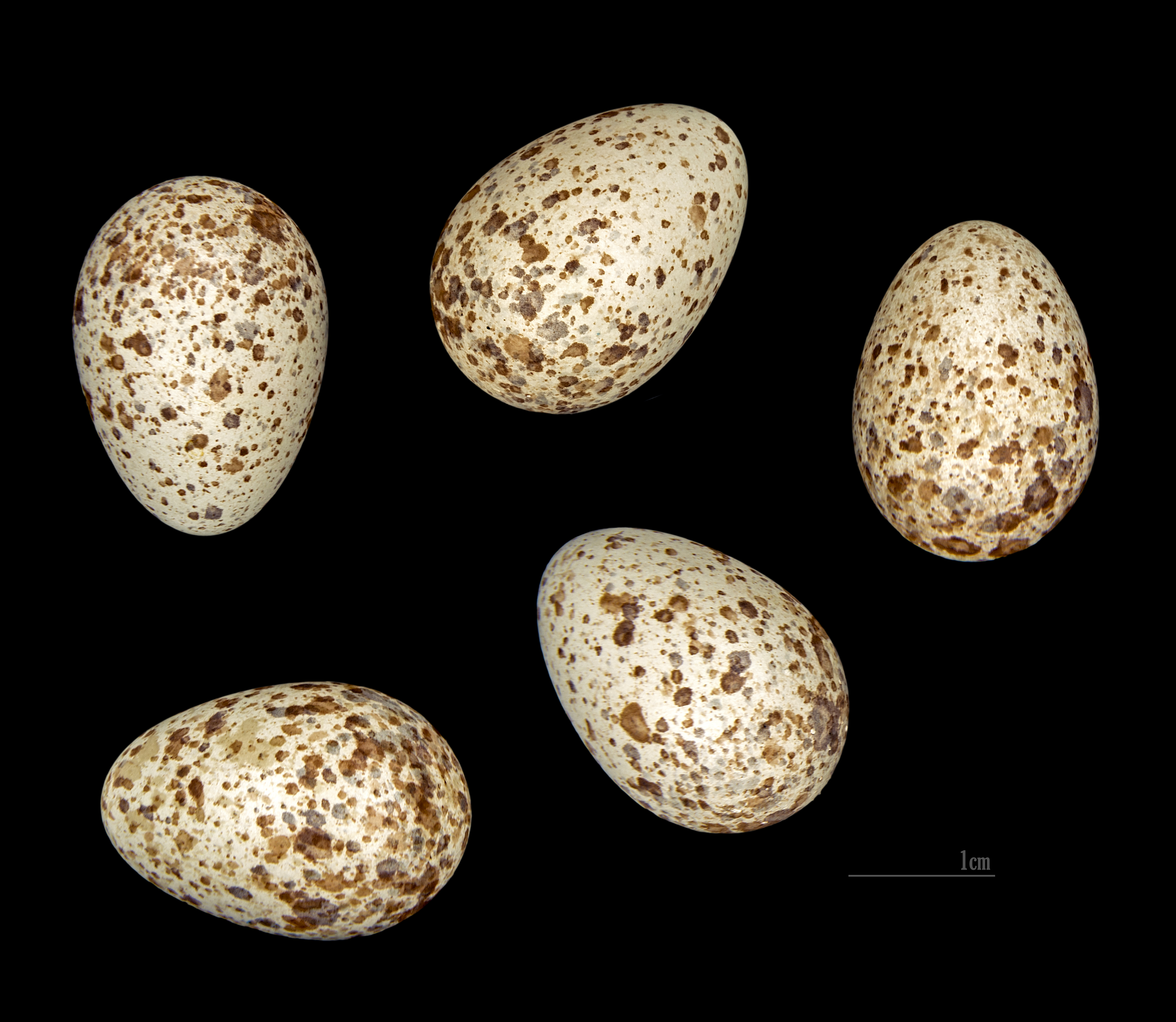
Vejce kalandry zpěvné (Melanocorypha calandra)